# Slaget vid Montgisard
Slaget vid Montgisard var ett slag mellan de muslimska Ayyubiderna och det kristna Kungariket Jerusalem som skedde den 25 november 1177. De kristna, som var underlägsna i antal gentemot sin fiende, leddes av sin kung, den 16-årige Balduin IV mot de överlägsna egyptiska ayyubiderna, som leddes av Saladin.
De egyptiska styrkorna blev fullständigt besegrade och endast små rester av dem nådde tillbaka hem efter striden.

## Bakgrund
Året 1177 planerade kung Balduin IV av Jerusalem och Philip av Alsace, greven av Flandern som nyss anlänt till det Heliga landet, en allians med det Bysantinska riket för ett fälttåg mot Egypten men inget av detta blev av.
Under tiden planerade Saladin, en framgångsrik saracen ledare som tagit kontroll över Egypten, ett eget fälttåg mot det korsfararstyrda Heliga landet.
När Balduin IV fick kännedom om Saladins planer lämnade han Jerusalem med en armé på 375-450 riddare för att försvara staden Ashkelon.
Där blev han fördröjd av en del av Saladins armé. Exakta siffror om slaget är svårt att uppge eftersom korsriddarna endast nämner riddare och inte infanteri eller turkopoler (turkiskt lätt kavalleri). Det är också oklart om bestigna sergeanter/väpnare ingick i benämningen "riddare" och om deras motståndares antal.
En redogörelse från år 1181 namngav att Saladin hade en cirka 8 500 man stark mamelukarmé.
Vilhelm av Tyrus, en känd krönikeskrivare för korsfarare och ärkebiskop av Tyrus, nämner att Saladin hade 26 000 man och att han lämnade belägringsstyrkor vid Gaza och Ashkelon medan han gick med huvuddelen av sin armé norrut och spred ut den över ett området runt Ramla och plundrade städerna Lod och Arsuf.
Med kung Balduin följde Reynald de Châtillon som nyligen blivit frisläppt från sin fångenskap i Aleppo och 84 tempelriddare som leddes av sin stormästare, Odo de St Amand.

## Slaget
Saladin fortsatte att marschera mot Jerusalem, i tron att Balduin inte skulle våga följa honom med den lilla styrka han hade.
Okänt för Saladin var att belägringsstyrkan som han lämnade kvar var otillräcklig för att kvarhålla Balduin och de kristna, ledda av kungen, förföljde muslimerna längs med kusten och kom till slut ikapp vid Mons Gisardi, nära Ramla.
Platsen där slaget skedde är omtvistad, då Ramla var en stor region och inkluderade staden med samma namn.
Malcom Barber likställer Mons Gisardi med kullen al-Safiya.
Saladins krönikeskrivare Imad ad-Din al-Isfahani hänvisade till slaget att det stod vid Al-Safiya kullen, möjligtvis vid moderna Tell es-Safi nära byn Menehem, inte långt från Ashkelon. 
Ibn Al-Athīr, en av de arabiska krönikeskrivarna, nämner att Saladins förrådssvagnar hade fastnat i gyttja.
Det finns en liten bäck norr om Tel es-Safi som gränsar till jordbruksmark som i november kanske hade blivit plöjd och lerig nog för att hindra förrådsvagnarna från att passera. De arabiska krönikeskrivarna håller alla med om att förrådståget blev fördröjt vid bäckövergången.
Saladin blev tagen på bar gärning. Hans armé var i obalans och uppehållen av de fastnade förrådsvagnarna medan en annan del var utspridda i plundringsgrupper. Hästar och män var trötta efter marschen och ett flertal av de muslimska soldaterna var tvungna att hämta sina vapen från förrådsvagnarna och i närmast panik försökte grupperade sig i stridsformeringar.
Kung Balduin beordrade att reliken, Det sanna korset skulle bli rest framför de kristna styrkorna.
Kungen, som led av en aggressiv form av spetälska, blev hjälpt ner från sin häst till knä framför korset och bad Gud om seger och reste sig sedan till jubel från sin armé. De kristna anföll sedan de ihopträngda egyptiska styrkorna och tillfogade dem svåra förluster. Balduid förföljde muslimerna tills solnedgången och red sedan till Ashkelon. Nertyngd av tio dagars kraftigt regn och förlusten av stora delen av sin armé, inklusive sitt personliga mameluklivgarde, flydde Saladin tillbaka till Egypten, trakasserad av beduiner på vägen.

## Följder
Segern blev dock inte långvarig för de kristna, som tio år efter Montgisard led ett förödande nederlag vid Hattin mot Saladin, som erövrade nästan hela heliga landet från korsriddarna.

## Fiktion
I Jan Guillou's roman Tempelriddaren, kommenderar huvudkaraktären Arn Magnusson (de Gothia), en högt rankad tempelriddare, en del av korsfarararmén vid slaget. Slaget är också med i filmatiseringen Arn – Tempelriddaren, vilken var baserad på Guillou's böcker.

Slaget vid Montgisard anspelas i filmen Kingdom of Heaven som en strid då kung Balduin IV besegrade Saladin när han var sexton år.